# Polycyathus marigondoni
Polycyathus marigondoni är en korallart som beskrevs av Verheij och George Newton Best 1987. Polycyathus marigondoni ingår i släktet Polycyathus och familjen Caryophylliidae. Inga underarter finns listade i Catalogue of Life.